# Bottelier
Als Bottelier (abgeleitet von frz. bouteiller für Kellermeister) oder Proviantmeister bezeichnet man bei der Marine, auf Fracht- oder Fahrgastschiffen den Verwalter des Lagers und der Verpflegungsvorräte an Bord des Schiffes.
Auf Kriegsschiffen ist der Bottelier im Rang eines Unteroffiziers. Die unteren Kammern, in denen die Waren lagern, meist im hinteren Teil eines Schiffes, werden auch Bottlerei genannt.